# صرب البوسنة والهرسك
صرب البوسنة و الهرسك وهم واحد من 3 مجموعات عرقية رئيسية التي تعيش في دولة البوسنة والهرسك ولديهم منطقة حكم ذاتي خاصة تسمى بجمهورية صرب البوسنة وهم قومية واحدة مع الصرب ويتكلمون باللغة الصربية، بلغ تعدادهم في سنة 1991 1,331,000 نسمة، ويعتنق أغلبهم المسيحية الأرثوذكسية.

## معرض صور

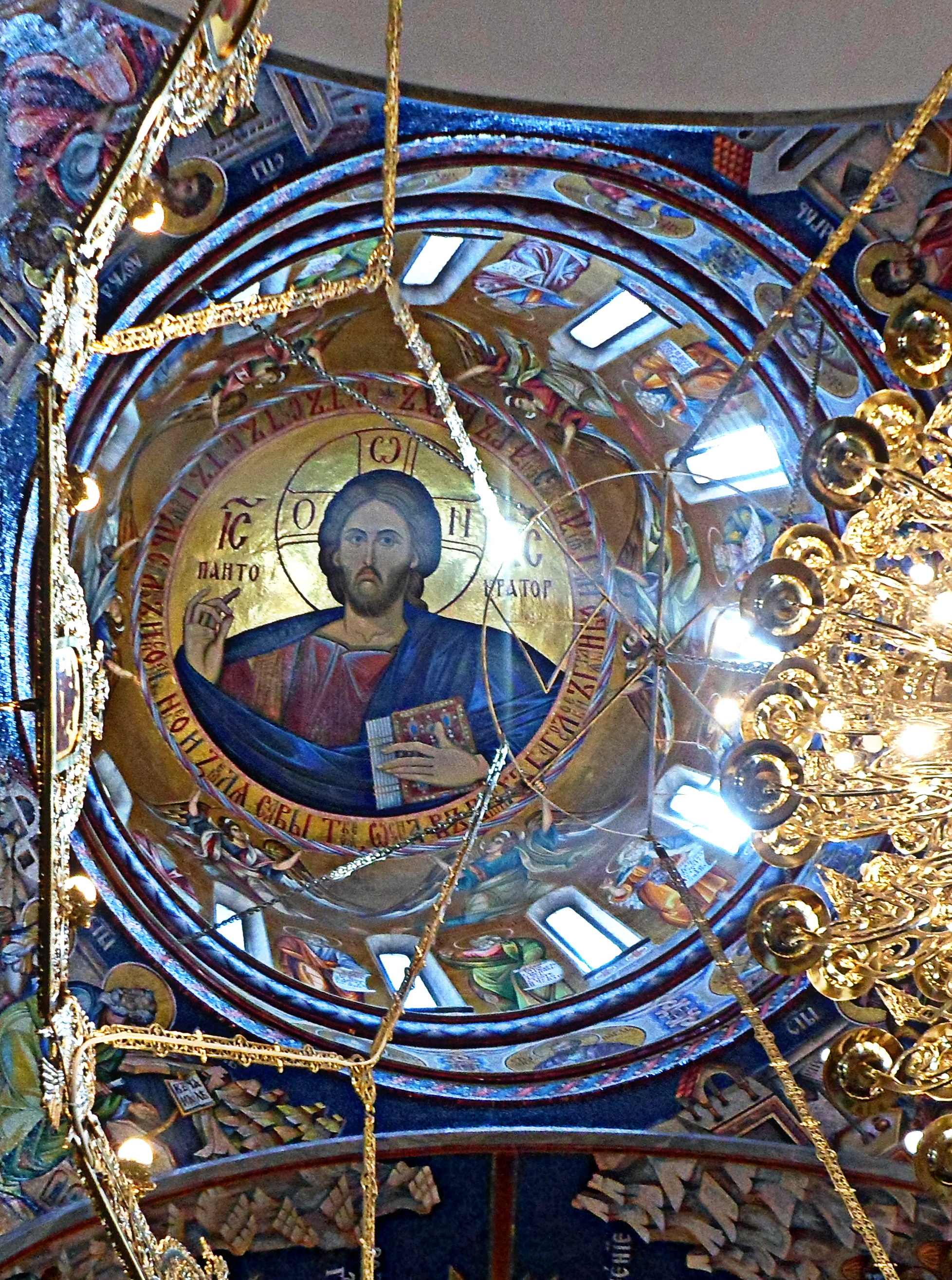
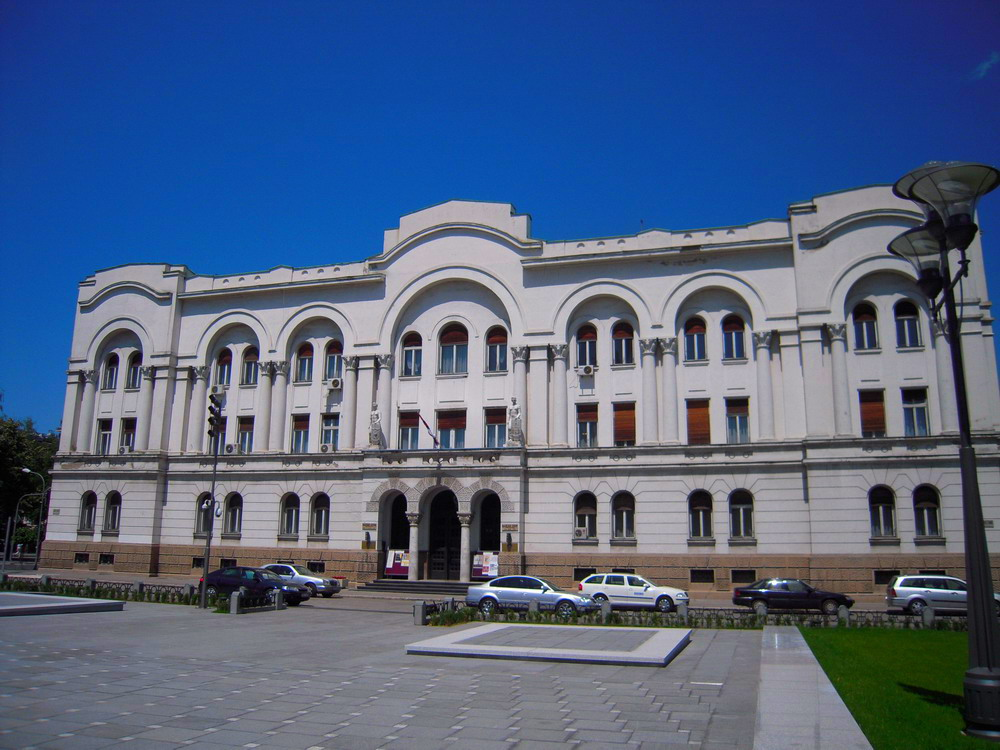
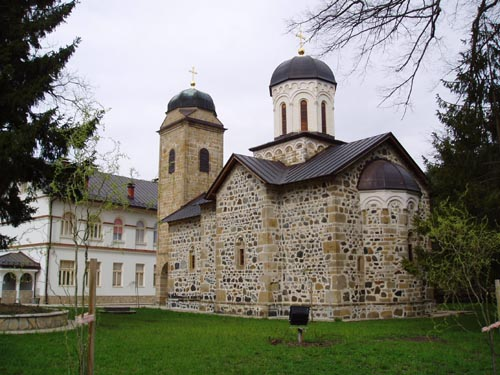
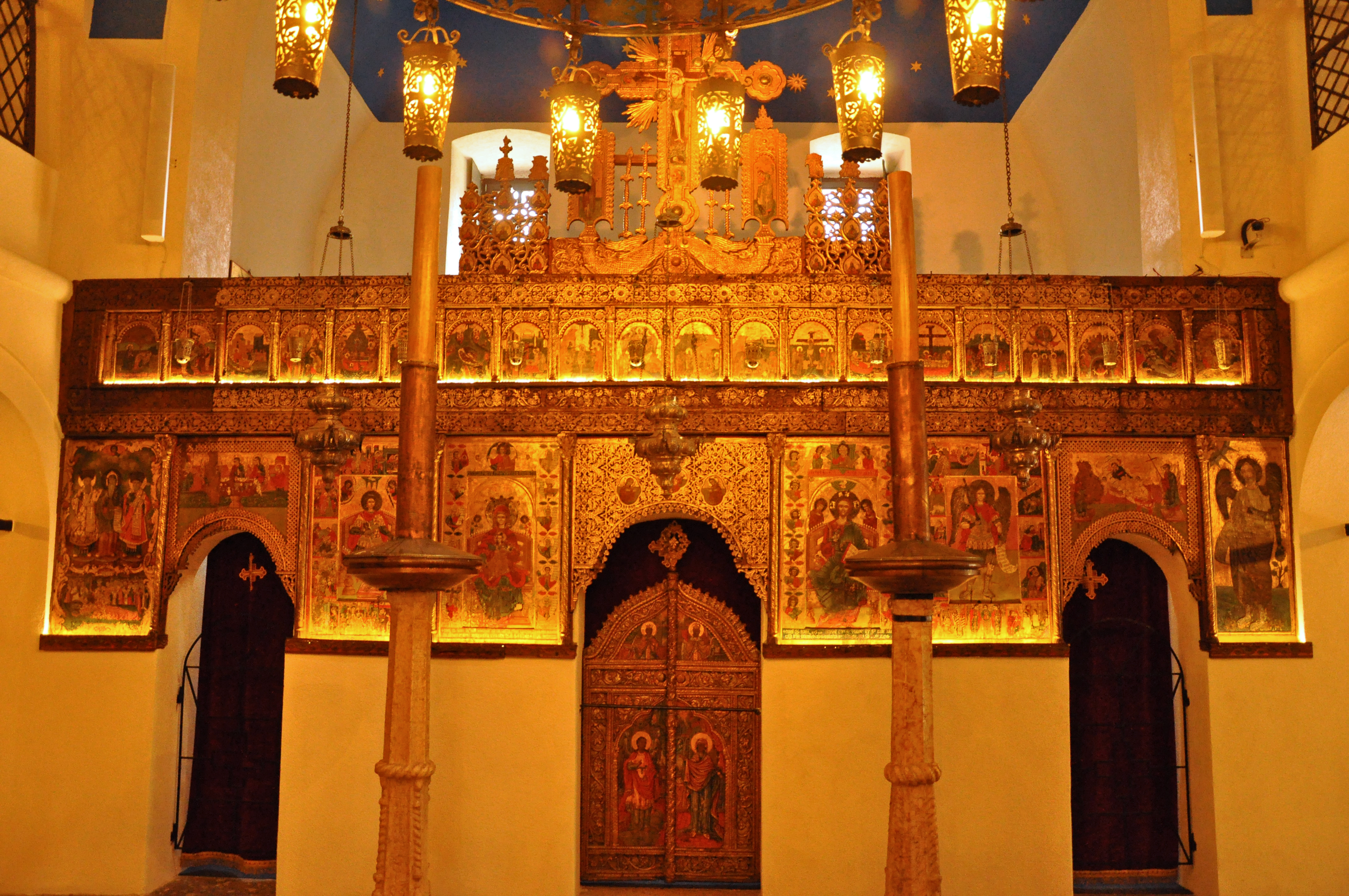